# 札幌北洋カード
株式会社札幌北洋カード（さっぽろほくようカード、英: SAPPOROHOKUYO CARD Co.,Ltd.）は、株式会社北洋銀行の子会社で、クレジットカード会社である。

## 概要
三菱UFJニコス株式会社のDCカード（以下「DC」）及びMUFGカード（旧UFJカード）並びに株式会社ジェーシービー（JCB）のフランチャイジー（FC）であり、北洋銀行の顧客基盤を基に各クレジットカードの発行や各加盟店の開拓を行っている。
但し、北洋銀行もJCB及びDCのFCであり、同行はキャッシュカードの機能を有するcloverを取り扱っている。

## 沿革
- 1983年（昭和58年）4月1日 - 北洋ミリオンカード株式会社（ほくようミリオンカード）を設立。
- 1989年（平成元年）6月 - 北洋ジェー・シー・ビー株式会社（ほくようジェイ・シー・ビー）を設立。
- 2001年（平成13年）4月 - 株式会社札銀カードが北洋ジェー・シー・ビーを吸収合併し、商号を株式会社札幌北洋カードに変更。
- 2002年（平成14年）
  - 1月 - 北洋ミリオンカードが北洋カード株式会社へ商号変更。
  - 4月 - 札幌北洋HD完全子会社となる。
  - 7月 - 北洋カードが札幌北洋カード（旧）を吸収合併し、株式会社札幌北洋カード（現）に変更。
- 2006年（平成18年） - 札幌北洋カードが株式会社札幌カードを吸収合併。
- 2015年（平成27年）3月9日 - 北洋JCBデビットカードサービス開始。

## デビットカード
北洋JCBデビットカード

## クレジットカード
- JCBカード : 現在は北洋銀行から発行。
  - カーレスキュー365
  - clover JCB（一般）
  - clover JCB（ゴールド）
  - clover JCB（SAPICA）
  - clover JCB（Kitaca）
  - clover JCB（トドック）
- DCカード - 国際ブランドはVISA。募集停止。
  - DCドライバーズカード
  - DC法人カード
- MUFGカード - 国際ブランドはVISA・マスターカード。一般カードは募集停止。
  - カーオーナーズカード